# Wielkanoc (Pagóry Jaworznickie)
Wielkanoc – wzgórze w Jaworznie w dzielnicy Ciężkowice o wysokości 331 m n.p.m. Znajduje się pomiędzy przystankiem kolejowym Jaworzno Ciężkowice a osiedlem „Klucz”.